# Ciné-club de Caen
Le ciné-club de Caen est une association française rassemblant des bases de données sur le cinéma depuis octobre 2007,,.

## Historique
Le site internet du Ciné-club de Caen est lancé en 2001 par Jean-Luc Lacuve, d’abord sur voila.fr avant d’obtenir son URL actuelle, www.cineclubdecaen.com. Le site est sauvegardé plus de 2000 fois entre 2003 et 2025 par la fondation Internet Archive . Il constitue en effet un véritable fonds d’archives consacré au cinéma. La base de données recense quelque 7 000 fiches de films, 900 de réalisateurs, 800 thématiques, 2 000 analyses et devient une référence dans le paysage cinématographique,,,,.
Le site affichait en 2011 un million et demi de visiteurs uniques. Un succès qu'il doit à un excellent référencement. Avec l’avènement des réseaux sociaux et des séries, de YouTube et des podcasts, la fréquentation du site, qui privilégie l’analyse écrite, diminue mais enregistre néanmoins une affluence d’environ 850 000 visiteurs uniques par an, soit de 3 000 à 3 500 visites par jour en 2023 .
En 2007, Jean-Luc Lacuve devient le président du Ciné-club de Caen, une association créée pour promouvoir des séances de ciné-club mensuelles au Café des Images après une rencontre déterminante avec Geneviève Troussier, l’ancienne directrice du cinéma hérouvillais. Le site internet sert de base à la préparation des séances et notamment au diaporama de présentation. Après le débat, les discussions se poursuivent de manière libre au Café du ciné où un pot est offert. En février 2025, c’est la 170e séance de ciné-club qui est animée par Jean-Luc Lacuve et Milann Baupin, co-animateur depuis 2022, dans la salle coupole du Café des Images .